# Día Mundial de la Educación Ambiental
El Día Mundial de la Educación Ambiental se conmemora anualmente el 26 de enero buscando «despertar la conciencia de las personas sobre los problemas ambientales, lo que les permite ser identificados tanto a nivel mundial como local».

## Origen
Diversas fuentes indican que el día surgió luego de la Declaración de la Conferencia de las Naciones Unidas sobre el Medio Humano, aprobada en Estocolmo el 16 de junio de 1972, se realizó el Seminario Internacional de Educación Ambiental en la ciudad de Belgrado, entre el 13 y 22 de octubre de 1975. En esta reunión se generó un documento titulado la Carta de Belgrado que desarrolló el marco general para la educación ambiental. En la carta, se plantea como meta de la educación ambiental:

Formar una población mundial consciente y preocupada con el medio ambiente y con los problemas asociados, y que tenga conocimiento, aptitud, actitud, motivación y compromiso para trabajar individual y colectivamente en la búsqueda de soluciones para los problemas existentes y para prevenir nuevos.

No obstante, el Día Mundial de la Educación Ambiental no es reconocido como un día de celebración internacional por las Naciones Unidas.